# Mareca strepera couesi
De Mareca strepera couesi (Engels: Coues's gadwall) is een vogel uit de familie van de Anatidae (eenden, ganzen en zwanen) en wordt nu beschouwd als een ondersoort van de krakeend. De wetenschappelijke naam van de soort werd als Chaulelasmus couesi in 1876 gepubliceerd door  de legerarts bij de Amerikaanse marine, Thomas H. Streets. De vogel werd als eerbetoon vernoemd naar de Amerikaanse ornitholoog Elliott Coues.

## Kenmerken
Van de vogel is alleen een mannetje en een vrouwtje beschreven. Ze leken sterk op de krakeend, maar waren  40 tot 45 cm (gewone krakeend is 45 tot 56 cm lang). Verder waren de snavel en de poten zwart en had de snavel meer ribbels. 

## Verspreiding en leefgebied
De vogels werden in 1876 geschoten op het atol Teraina (Kiribati, regio Micronesië). Dit atol heeft een lagune met zoet water waarin door verlanding een groot veengebied is ontstaan. Dit was het leefgebied van grondeleenden. Het eiland, dat aanvankelijk onbewoond was, raakte in de loop van de 19de eeuw meer bevolkt en daardoor werd er jacht gemaakt op de eenden. In 1926 waren er al geen krakeenden meer op het eiland. Mogelijk stierf de vogel tussen 1876 en 1900 uit.